# کانرا، گونما
کانرا، گونما (به لاتین: Kanra, Gunma) یک منطقهٔ مسکونی در ژاپن است که در استان گونما واقع شده‌است. کانرا ۵۸٫۶۱ کیلومترمربع مساحت و ۱۳٬۰۹۲ نفر جمعیت دارد.